# Veruca James

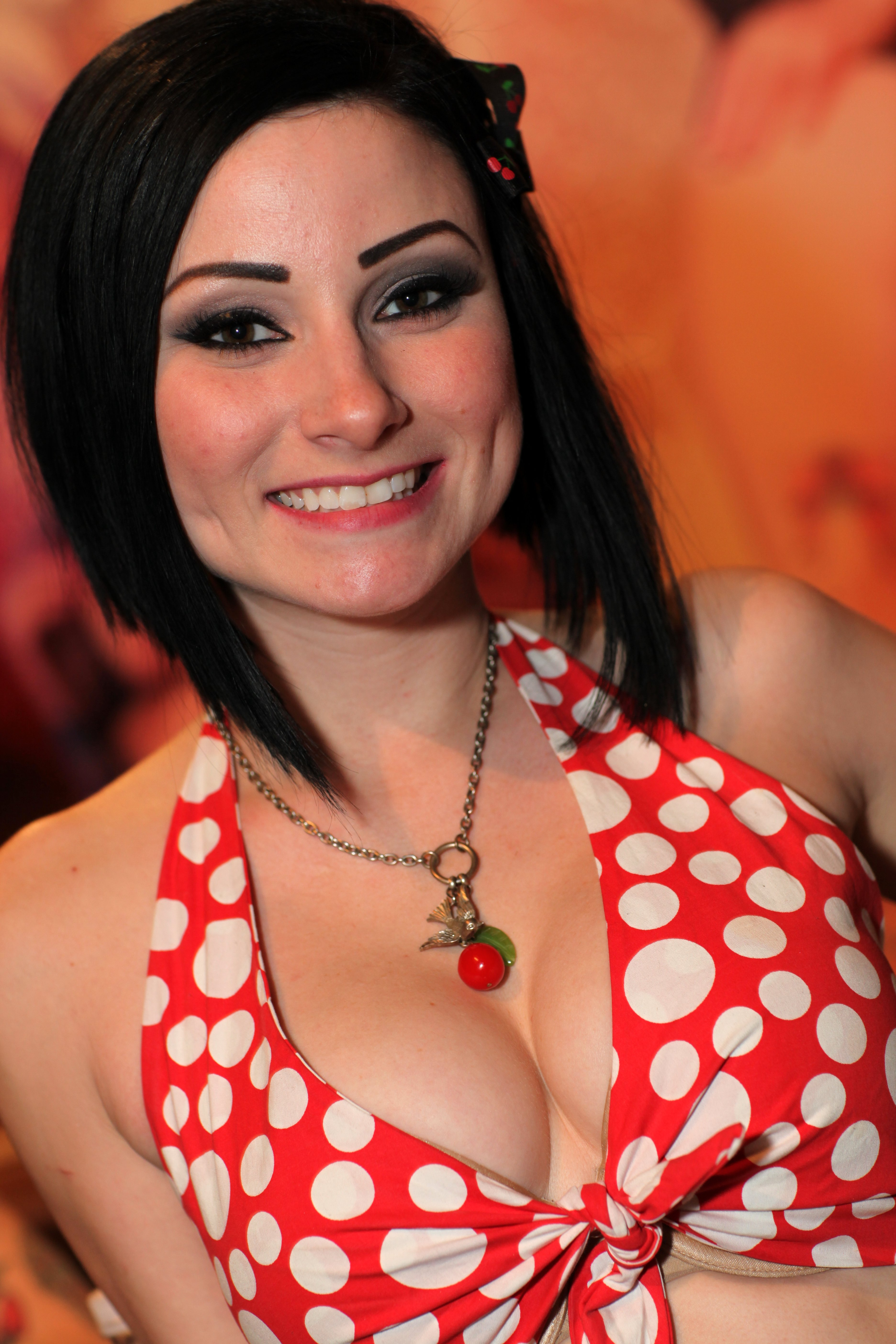
Veruca James auf der AVN Adult Entertainment Expo 2013

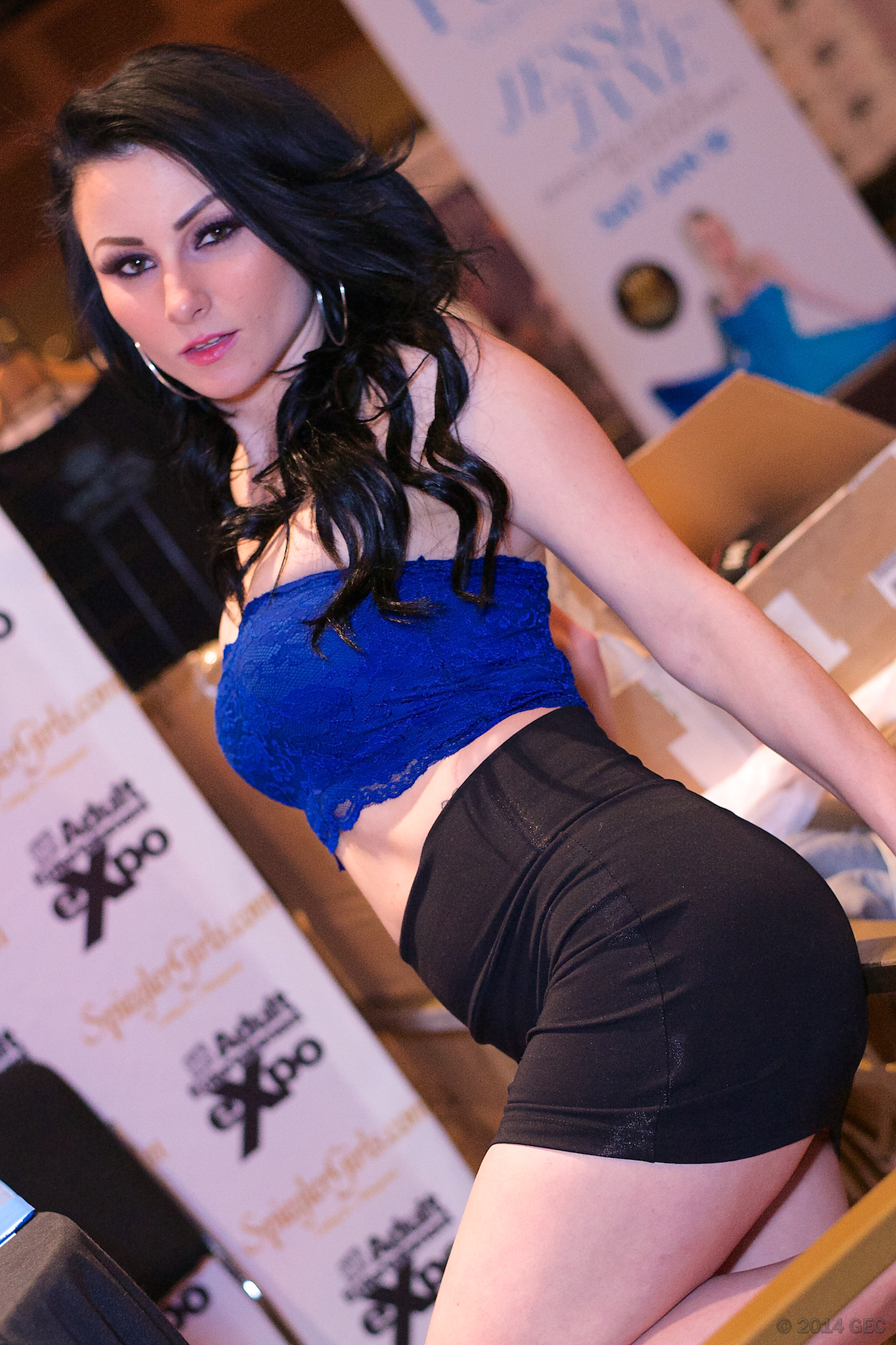
Veruca James bei AVN Adult Entertainment Expo 2014

Veruca James (* 22. Oktober 1985 als Natasha Nicole Tierney in Chicago, Illinois) ist eine US-amerikanische Pornodarstellerin.

## Leben
Veruca James ist seit 2011 als Pornodarstellerin tätig. Die Internet Adult Film Database (IAFD) listete im Dezember 2022 insgesamt 481 Filme, in denen sie mitgewirkt hat. Bei den XRCO Awards 2017 wurde sie in der Kategorie Unsung Siren ausgezeichnet.

## Auszeichnungen
- 2017: XRCO Award als Unsung Siren

## Filmografie (Auswahl)
- 2012–2013: Teens Like It Big 13, 15
- 2012: Jerkoff Material 9
- 2013: Man of Steel XXX: An Axel Braun Parody
- 2013: Wet Asses 2
- 2013–2016: Women Seeking Women 95, 96, 97, 100, 128, 132
- 2014: DP Me Vol. 2
- 2014: Evil Anal 22
- 2014: Nylons 13
- 2014: Yoga Girls 2
- 2015: Bob’s Boners and Other Porn Parodies
- 2016: POV Sluts: Swallow Edition